# Hatten
För andra betydelser, se Hatten (olika betydelser).
Hatten var en politisk tidning som gavs ut av sedermera teatersekreteraren Olof Kexél. Tidningen utkom med endast elva nummer mellan den 19 december 1768 och 8 maj 1769. Den trycktes på Kongl. Finska boktryckeriet i Stockholm.